# 无粉刺红珠
无粉刺红珠（学名：Berberis dictyophylla var. epruinosa）为小檗科小檗属下的一个变种。

## 扩展阅读
- 維基物種上的相關：无粉刺红珠